# Erioptera chlorophylla
Erioptera chlorophylla là một loài ruồi trong họ Limoniidae. Chúng phân bố ở miền Tân bắc.